# 長浜豊彦
長浜 豊彦（ながはま とよひこ、1896年 - 1984年）は、第二次世界大戦で日本が降伏した後に、鹿児島県鹿児島郡三島村の硫黄島（鬼界ヶ島）で天皇を自称しマスコミを騒がせた
自称天皇の一人。マスコミより長浜天皇と呼称され、島民から敬愛され「天皇さん」と尊称された。

## 人物
長浜の主張は以下の通りである。安徳天皇より34代目の末裔を自称する。安徳天皇は1185年に壇ノ浦で入水した事になっているが、硫黄島の伝説によると実は命を永らえ、平資盛らと共に、海路にて途中伊予国を経由して日向国、大隅半島に渡り、肝属平野を越えて1187年頃に硫黄島に渡ったとする。硫黄島で安徳天皇は、櫛匣局（一名穴御前ともいう）を娶り、1子をもうけた。これが隆盛親王であり、長浜天皇の祖先とも言われている。

## 来歴
安徳天皇の末裔を称したことで、1950年頃からマスコミの話題になる。小学校卒業後、海軍志願兵で三等兵曹まで進んだ。退官した後、島にある熊野神社の神主として、安徳天皇を祀りながら椿山から取れる油と一本釣り漁の半農半漁と軍の恩給で生計を立て、島の選挙管理委員会委員長を務めていたという。
長浜は他の自称天皇とは異なり、三浦天皇のように天皇としての威厳を芝居することも無く、熊沢天皇の如く現天皇に対抗意識をあらわにするというような姿勢とも無縁であった。彼を取材したマスコミ記者の受けも悪くなく、いかにも好々爺風であったという。島の名士として尊敬を集め、「天皇」という呼称も島民たちが敬愛をこめて呼んだ。
長浜家の宝には「開けずの箱」があり、幕末の頃、島津斉興（一説に島津重豪の特使）が来島して「神器だから、絶対空けてはならない。違背すれば神罰が下り、両目が失明する」と言って去った。1930年頃に平家研究家が訪問した際に、「失明しても良いから中味を見せて欲しい」と懇願され蓋を開けると「貴重な品をここの宮に置いておくのは危険だから、預かっておく」という封書と島津氏の花押が書かれた物が出てきたので、それ以来長浜家が「家宝を返せ」、一方の島津氏・薩摩興業は「言いがかりだ」と不和が生じているという。なお、近年になって鈴木彰が島津斉興の自筆による『虎巻根本諸作法最口伝規則』という文書（鹿児島県歴史資料センター黎明館所蔵「玉里島津家文書」所収）の中に文政10年（1827年）硫黄島で八咫鏡が発見されたとする記述が存在することを確認しており、「開けずの箱」の開封が実際の出来事であった可能性が強くなった。この他、武具等多くの安徳天皇伝来と思しき品々があるという。
なお、島の伝説では、安徳天皇はこの地で寛元元年（1243年）に崩じたという。島外でも、『薩摩国硫黄島三州大権現宮鎮座本記』や『鹿児島外記』、『肝属郡高山町四十九所神社記』などに安徳天皇の硫黄島漂着の記述がある。長浜家は安徳天皇の黒木の御所の跡地であるという。また、長浜家の背後の御前山と呼ばれる丘陵地に「平家一門墓」といわれる中世墓地の遺跡があり、その中にある五輪塔の空風輪の残欠が安徳天皇陵であると伝えられる。戦後、鹿児島県文化財保護委員会が調査に来たが、「貴重なものだが、御陵と断定はできない」と発表したともいう。